# Kim Moon-Soo
Kim Moon-Soo (en coreano: 김문수; 29 de diciembre de 1963) es un deportista surcoreano que compitió en bádminton, en la modalidad de dobles.
Participó en los Juegos Olímpicos de Barcelona 1992, obteniendo una medalla de oro en la prueba de dobles. Ganó tres medallas en el Campeonato Mundial de Bádminton entre los años 1985 y 1991.

## Palmarés internacional
| Juegos Olímpicos   | Juegos Olímpicos       | Juegos Olímpicos  | Juegos Olímpicos |
| Año                | Lugar                  | Medalla           | Prueba           |
| ------------------ | ---------------------- | ----------------- | ---------------- |
| 1992               | Barcelona (España)     | Medalla de oro    | Dobles           |
| Campeonato Mundial |                        |                   |                  |
| Año                | Lugar                  | Medalla           | Prueba           |
| 1985               | Calgary (Canadá)       | Medalla de oro    | Dobles           |
| 1987               | Pekín (China)          | Medalla de bronce | Dobles           |
| 1991               | Copenhague (Dinamarca) | Medalla de oro    | Dobles           |